# Nikolaj Nikolaevič Figner
Nikolaj Nikolaevič Figner (in russo Николай Николаевич Фигнер?; Nikiforovo, 21 febbraio 1857 – Kiev, 13 dicembre 1918) è stato un tenore russo, fratello minore della celebre rivoluzionaria Vera Figner.
Anche la sua seconda moglie Medea Mei Figner, mezzosoprano italiano, fu un'apprezzata cantante lirica.

## Biografia
Nikolaj Figner nacque in una ricca e nobile famiglia russa. Sua madre, Ekaterina Christoforovna Kuprijanova (1832-1903) era un'importante proprietaria terriera della provincia di Kazan', il padre Nikolaj Figner un ufficiale forestale e giudice di pace. Ebbero sei figli: Vera (1852-1942), Lidija (1853-1920), Pëtr (1855-1916), Nikolaj, Evgenija (1858-1931) e Ol'ga (1862-1919). Tutte le ragazze divennero attive rivoluzionarie.
Studiò nel ginnasio di Kazan', ma prima di concludere il corso, nel settembre del 1874 fu mandato nella Scuola navale di San Pietroburgo. Quattro anni più tardi era guardiamarina. Conosciuta Luisa, una cameriera italiana in servizio presso la famiglia di un amico, la sposò senza la prevista autorizzazione dei superiori e il 9 febbraio 1881 fu congedato con il grado di tenente.
Deciso a diventare un cantante, s'iscrisse al Conservatorio di Pietroburgo, ma qui i suoi insegnanti, i due famosi baritoni Ippolit Prianišnikov e Camillo Everardi, gli sconsigliarono di proseguire gli studi: a loro giudizio, i suoi mezzi vocali erano insufficienti. Nikolaj Figner non si perse d'animo e partì per l'Italia con Luisa, già in attesa di un figlio.
Studiò a Milano e poi a Napoli con il greco Deroxas, che lo fece debuttare nel 1882 al Teatro Sannazaro nel Filemone e Bauci, seguito dal Faust, due opere di Gounod. Ebbe successo e una tournée lo portò a Siena, a Milano e a Ferrara, dove il critico della «Rivista», pur rilevando i limiti della potenza vocale, lodò la ricchezza del fraseggio, l'intonazione perfetta e l'eleganza della voce, prevedendo per Figner, con un repertorio scelto con cura, una lunga carriera.
Nell'estate del 1884 andò in tournée in Sud America con la compagnia operistica Claudio Rossi, della quale facevano parte Francesco Tamagno, Medea Mei e Antonio Tamburini, cantando a Buenos Aires, a Montevideo e a Rio de Janeiro. In Italia cantò ancora a Parma nel 1885 l'Aida di Verdi e La Gioconda di Ponchielli, al Teatro Carignano di Torino si esibì nel 1887 nell'Edmea di Catalani sotto la direzione di Arturo Toscanini.

## I Figner si esibiscono in coppia
Entrambi i Figner sono stati considerati degli attori eccezionali: la loro prima apparizione insieme in  Carmen di Bizet, nei ruoli di Carmen e Don José, ottenne un'ovazione che si disse essere stata senza precedenti nella storia della lirica russa. 
Furono molto apprezzati da Pyotr Ilyich Ciajkovskij, che compose per loro i ruoli di Hermann e Liza ne La dama di picche. Crearono i ruoli nella prima mondiale di quest'opera, il 19 dicembre 1890, dopo le prove sotto la supervisione personale di Ciajkovskij. All'epoca Medea era nelle prime fasi della gravidanza. Nel 1891, quando non fu in grado di continuare ad apparire ne La regina di picche a causa delle sue condizioni, Nikolay si rifiutò di cantare con un soprano sostituto, e così l'opera fu rimossa dal cartellone fino a quando Medea non fu in grado di tornare a cantare.
I Figner crearono il ruolo di soprano del titolo e quello della parte di tenore del conte Vaudémont nell'opera Iolanta di Ciajkovskij nel 1892. Ciajkovskij dedicò le sue Sei romanze, op. 73 (1893) a Nikolay Figner. Nikolay trascorse del tempo con Ciajkovskij nei giorni successivi alla prima della sua Sinfonia n. 6 Patetica . Successivamente, rese visita alla casa di Modesto Ciajkovskij dove si trovava il fratello durante l'ultima malattia del compositore, e tornò lì immediatamente dopo la morte di Ciajkovskij, aiutando Nikolai Rimsky-Korsakov a preparare la salma. 
Tuttavia, i Figner non limitarono le loro attività liriche comuni alle composizioni di Ciajkovskij. Ad esempio, crearono i ruoli principali in Dubrovsky e Francesca da Rimini di Eduard Nápravník.
Altre opere in cui i Figner si esibirono insieme furono: Eugene Onegin di Ciajkovskij (si dice che Lensky di Nikolay fosse stato superato solo dall'interpretazione di Leonid Sobinov) e L'Opričnik; Aida di Verdi, La traviata e Otello (cantando nel 1889 nella prima esecuzione russa di quest'ultima opera), Faust di Gounod e Romeo e Giulietta, Fra Diavolo di Auber, le prime in Russia di Cavalleria rusticana di Mascagni e Tosca di Puccini e di Pagliacci di Leoncavallo. Stranamente, non cantarono mai opere scritte da Rimsky-Korsakov, che era il compositore lirico più prolifico della Russia zarista. Si è detto che la ragione di questa lacuna nel loro repertorio fosse personale: avevano chiesto a Rimsky-Korsakov di scrivere un'opera per loro, o di apportare alcune modifiche alla sua opera esistente Notte di maggio, ma il compositore apparentemente si era rifiutato di aderire alla richiesta e questo potrebbe aver offeso i Figner.
I Figner divorziarono nel 1904. Medea fece una tournée in Sud America e tornò per continuare una carriera da solista al Teatro Mariinsky di San Pietroburgo. Dal 1910 al 1915 Nikolay diresse e cantò con la compagnia d'opera Narodny Dom a San Pietroburgo. La prestazione d'addio di Medea fu nel ruolo principale in Carmen nel 1912. Nel 1917 Nikolay si trasferì in Ucraina, dove insegnò al Conservatorio di Kiev . Perse la maggior parte dei suoi beni durante la Rivoluzione Russa del 1917 e morì in povertà a Kiev il 13 dicembre 1918,  all'età di 61 anni. Medea lasciò la Russia sovietica nel 1930 e si stabilì a Parigi, dove morì l'8 luglio 1952, all'età di 93 anni.
Entrambe le loro voci possono essere ascoltate nell'antologia LP The Record of Singing, mentre una vasta selezione delle loro registrazioni è stata pubblicata su compact disc dall'etichetta Symposium nel 2000. Questo doppio CD porta i numeri di catalogo 1255/1256.